# 東洋大学陸上競技部
東洋大学陸上競技部（とうようだいがくりくじょうきょうぎぶ）は、東洋大学の陸上競技チームである。東洋大学体育会並びに関東学生陸上競技連盟に所属する。
チームカラーは『鉄紺』と呼ばれる紺色。1927年に創部され、元世界記録保持者である池中康雄をはじめとする多くの名ランナーを育んできた。2020年東京オリンピックでは8名のOB・現役学生が出場し、メダリストも輩出した。関東インカレおよび日本インカレ、箱根駅伝の常連校である。関東インカレでは1部（2024年現在は16校）。練習拠点は東洋大学川越キャンパス陸上競技場。

## 歴史
1927年に「競技部」の名称で学友会の独立した部となり、瀧野川運動場を練習場とした。1933年、箱根駅伝に初出場して11校中10位だった。1935年の第16回箱根駅伝では5区で池中康雄が大学史上初となる区間賞を獲得した。同年池中は1936年ベルリンオリンピックマラソン代表の選考レースにおいて2時間26分44秒の世界記録を達成するなど、戦前における同部代表選手となり、第二次世界大戦後には日本陸上界の重鎮として別府大分毎日マラソンの創設に尽力している。また、この時代、短距離部門には植木等が所属しており関東インカレにも出場している。
1960年代には箱根駅伝では安定した成績を残し、またトラック部門でも1964年東京オリンピック男子3000mSC日本代表の奥沢善二やメキシコオリンピック男子3000mSC日本代表の松田（三浦）信由を輩出するなど、最初のピークを迎える。
1980年代後半以降は箱根駅伝・関東インカレともに振るわず、何度か箱根駅伝出場を逃すなど最も低迷した時期を迎える。そうした中で気を吐いていたのは競歩部門で、今村文男や藤野原稔人、松崎彰徳が活躍したのはこの頃である。
2002年、シドニーオリンピックマラソン代表の川嶋伸次が長距離部門の監督に就任。2008年、通学途中の部員が強制わいせつ行為で現行犯逮捕されたのを受け辞任するも、第85回箱根駅伝では柏原竜二の活躍もあり大学史上初の総合優勝を達成した。2009年4月からは長距離部門監督にOBの酒井俊幸が就任した。
2014年、男子短距離部門に法学部准教授の土江寛裕が指導者として加わった。以降2024年現在まで、日本インカレなどで男子短距離走やリレー競技で優勝するなど好成績を修めている。同2024年の日本インカレ男子4×100mリレー走（4継）で早稲田大（38秒45）に次ぐ2位（38秒47）となったが、共に従来の学生記録（中央大：38秒54、2010年）を14年ぶりに塗り替えた。

## 箱根駅伝
2024年まで82回出場。優勝回数は4回。
チームの黎明期にはマラソン元世界記録保持者の池中康雄が活躍。東洋大学史上初の区間賞を第16回大会5区で獲得するなど気を吐いたが、チーム自体は下位争いの常連で低迷していた。第二次世界大戦終結後も下位に低迷し続けたが、1956年から箱根駅伝にシード制度が導入されるとシード校の常連となり、1960年の第36回大会では過去最高の3位に入るなど1960年代には最初のピークを迎える。
1970年代にはシード権争いの常連となり、ロードの東洋大や復路の東洋大という異名がつけられる。1986年の第62回大会以降はシード権争いにも絡むことなく下位に低迷し、1992年の第68回大会では予選落ちを喫し連続出場が44回で途切れてしまう。予選会の常連とも揶揄され、2001年の第77回大会・2002年の第78回大会では2年続けて予選落ちとなる。（後にリオデジャネイロオリンピック男子マラソン代表となる石川末廣はこの2大会の予選会でチームトップの成績を収めている。）
2002年に川嶋伸次が長距離部門の監督に就任すると復調の気配を見せ始め、北岡幸浩や北島寿典ら後に世界に羽ばたく選手を輩出、再びシード校の常連となった。しかし、2008年の12月に通学途中の部員が強制わいせつの現行犯で逮捕され、出場すらも危ぶまれる事態となってしまう。この不祥事を受けて川嶋が監督辞任、前監督でコーチの佐藤尚が監督代行として再び指揮することとなった。最終的に関東学生陸上競技連盟による「箱根駅伝への出場を制限しない」という決定を受け、第85回大会に出場。柏原竜二の活躍もあって初の往路優勝を果たし、さらに復路でも優勝し初の総合優勝を達成した。出場回数60回を超える大学の中で唯一優勝に縁がなかったが、2009年の総合優勝によって初出場以来76年目、67回目で箱根駅伝史上最も遅い総合優勝を達成した。これを記念して、同学OGによる優勝の裏側を描いた本が発行されている。
2009年4月からはOBの酒井俊幸が長距離部門の監督に就任することが決まり、佐藤はコーチに戻った。翌年2010年の第86回大会でも総合優勝し2連覇を達成。2011年の第87回大会では早稲田大学に箱根駅伝史上最小となる21秒差の2位で敗れるも、2012年の第88回大会では史上5校目となる往路・復路・総合の全記録を更新する完全新記録優勝を成し遂げた。
チームスローガンは「その1秒をけずりだせ」であり、駅伝では選手同士で腕にスローガンを書きあうのが慣例である。
植木等は生前、毎年箱根駅伝終了直後に選手を激励しに来ており、「(東洋大学を)箱根駅伝で優勝させる会」の発起呼びかけ人・初代会長を務めるなど陸上競技部、特に箱根駅伝出場選手たちの有力な後援者として知られていた。しかし植木は2007年3月に死去、存命中に母校の総合優勝を見届けることはできなかった。

## マラソン
2019年9月15日に開催された東京オリンピック代表選考会であるマラソングランドチャンピオンシップ（MGC）には卒業生5名(大学別では最多）が出場し、服部勇馬が2位となり代表に内定した。

## 競歩
12年ロンドン大会50km競歩の西塔拓己、16年20km競歩の松永大介に続き、川野将虎が2019年10月27日に行われた「第58回 全日本50km競歩高畠大会 兼 東京2020オリンピック日本代表選手選考競技会」で、日本記録を2分22秒も更新する3時間36分45秒で初優勝し、50km競歩に内定。池田向希が2020年3月15日に行われた東京五輪代表最終選考会兼全日本競歩能美大会で優勝し、20km競歩代表に内定。これにより３大会連続で競歩五輪代表を送り込むことになる。

## 指導者
2024年現在の長距離部門監督は酒井俊幸、短距離・フィールド部門監督は梶原道明、2012年4月に板倉キャンパスに設置された女子長距離部門監督は永井聡。1981年までは総監督制をとっていたが、1982年より部門監督のみの選任となっている。
- 部長 - 塩田徹（経済学部総合政策学科教授）
- 長距離部門監督 - 酒井俊幸（同大学陸上競技部OB）
- 短距離部門監督 - 梶原道明
- 長距離部門コーチ - 谷川嘉朗、酒井瑞穂、山口広祐
- 短距離部門コーチ - 吉田明弘、土江寛裕（法学部企業法学科教授）
- 女子長距離部門監督 - 永井聡

## 主な出身者

### マラソン
- 池中康雄 - 1940年東京オリンピックマラソン日本代表候補、元マラソン世界記録保持者、別府大分毎日マラソン創立者。
- 田中末喜 - 1975年アジア陸上競技ソウル大会マラソン金メダル
- 石川末廣 - 元Honda陸上部所属。2009年世界クロスカントリー選手権ヨルダン大会代表、2016年リオデジャネイロオリンピック男子マラソン代表。
- 久保田満 - 元旭化成陸上部所属。2007年世界陸上大阪大会男子マラソン代表、創価大学陸上競技部駅伝部ヘッドコーチ。
- 北岡幸浩 - 元NTN陸上部所属。2010年広州アジア競技大会男子マラソン銀メダリスト、2011年世界陸上大邱大会男子マラソン代表。
- 北島寿典 - 安川電機陸上部所属。2016年リオデジャネイロオリンピック男子マラソン代表。
- 山本浩之 - 元コニカミノルタ陸上部所属。2017年世界陸上ロンドン大会男子マラソン補欠、マラソングランドチャンピオンシップ12位。
- 山本憲二 - マツダ陸上部所属。マラソングランドチャンピオンシップ16位。
- 服部勇馬 - トヨタ自動車陸上部所属。2020年東京オリンピック男子マラソン代表、マラソングランドチャンピオンシップ2位。
- 設楽悠太 - 西鉄陸上競技部所属。2016年リオデジャネイロオリンピック男子10000m代表、元マラソン日本記録保持者。マラソングランドチャンピオンシップ14位。
- 髙久龍 - ヤクルト陸上部所属。マラソン日本歴代4位（当時）。マラソングランドチャンピオンシップ途中棄権。
- 定方俊樹 - 三菱重工マラソン部所属。マラソングランド日本歴代9位（当時）。
- 田口雅也 - Honda陸上部所属。マラソングランドチャンピオンシップ29位。

### 競歩
- 今村文男 - 1992年バルセロナオリンピック・2000年シドニーオリンピック男子50km競歩日本代表、1991年世界陸上東京大会男子50km競歩7位、1997年世界陸上アテネ大会男子50km競歩6位、日本人初の国際陸上競技連盟競歩委員会委員、日本陸上競技連盟競歩部長。
- 藤野原稔人 - 2003年世界陸上パリ大会男子20km競歩代表。
- 松崎彰徳 - 在学中に2003年世界陸上パリ大会男子20km競歩代表。
- 松永大介 - 在学中に2016年リオデジャネイロオリンピック男子20km競歩7位入賞。
- 池田向希 - 旭化成陸上部所属。第28回世界競歩チーム選手権シニア男子20km優勝。2020年東京オリンピック20km競歩銀メダリスト。
- 川野将虎 - 旭化成陸上部所属。50km競歩学生記録保持。2020年東京オリンピック50km競歩6位入賞、2022年世界陸上オレゴン大会男子35km競歩銀メダル、2023年世界陸上ブダペスト大会男子35km競歩銅メダル。

### クロスカントリー
- 斎藤勲 - 1987年世界クロスカントリー選手権ワルシャワ大会代表。
- 沼田康二 - 1992年世界クロスカントリー選手権ボストン大会代表、1993年世界クロスカントリー選手権アモレビエタ大会代表。

### 中長距離
- 佐々木功 - 元日本電気ホームエレクトロニクス陸上部監督、元東洋大学陸上競技部監督、浅井えり子の夫で日本マラソン界にLSD理論を紹介。
- 奥沢善二 - 1964年東京オリンピック男子3000mSC日本代表。
- 松田信由 - メキシコオリンピック男子3000mSC日本代表。
- 松田進 - 第49回大会1区区間賞（区間新記録）・第50回大会4区区間賞。元東洋大学陸上競技部長距離部門監督。
- 佐藤和也 - 第59回大会1区区間賞（区間新記録）。
- 酒井俊幸 - 元陸上競技選手・元コニカミノルタ陸上部所属。元学法石川高校教諭、現東洋大学陸上競技部駅伝監督。
- 永井聡 - 元ヤクルト陸上部所属。東洋大学陸上競技部・女子長距離部門監督。
- 三行幸一 - 元Honda陸上部所属。第80回大会2区区間賞。
- 大西智也 - 元旭化成陸上部所属。2009年ユニバーシアードセルビア・ベオグラード大会ハーフマラソン2位、2009年東アジア競技大会・香港大会ハーフマラソン優勝、2010年世界ハーフマラソン選手権南寧大会9位。現長距離部門コーチ
- 柏原竜二 - 元陸上競技選手・元富士通陸上部所属。箱根駅伝5区4年連続区間賞、うち3回は区間新記録。
- 蓑和廣太朗 ‐ 陸上競技選手。松戸市立松戸高校陸上競技部中長距離ブロック監督。
- 市川孝徳 - 元日立物流陸上部所属。箱根駅伝6区4年連続出場、区間賞1回。
- 設楽啓太 - 陸上競技選手・西鉄陸上部所属。箱根駅伝4年連続出場（2区3回・5区1回）。第90回大会5区区間賞。
- 設楽悠太 ‐ 陸上競技選手。
- 大津顕杜 - 陸上競技選手・トヨタ自動車九州陸上部所属。第88回大会8区・第90回大会10区区間賞。第90回大会では金栗四三杯（最優秀選手賞）受賞。
- 上村和生 - 陸上競技選手・大塚製薬陸上部所属。全日本大学駅伝初優勝のゴールテープを切った。
- 野村峻哉 - 安川電機陸上部所属。第93回大会9区区間賞。
- 服部弾馬 - 陸上競技選手・トーエネック陸上部所属。1500mと5000mの東洋大記録保持者。第90回大会7区・第93回大会1区区間賞。
- 櫻岡駿 - 元NTN陸上部所属。
- 小早川健 - 元NTN陸上部所属。
- 山本修二 - 元旭化成陸上部所属。第94回大会3区区間賞。
- 小笹椋 - 陸上競技選手・小森コーポレーション陸上部所属。第94回大会10区区間賞。
- 相澤晃 - 陸上競技選手・旭化成陸上部所属。2020年東京オリンピック10000m代表。第95回大会4区・第96回大会2区区間賞（区間新記録）。出雲駅伝3区の前区間記録保持者。
- 今西駿介 - 元トヨタ自動車九州陸上部所属。
- 渡邉奏太 - 陸上競技選手・サンベルクス陸上部所属。
- 西山和弥 - 陸上競技選手・トヨタ自動車陸上部所属。第94回大会1区・第95回大会1区区間賞。
- 𠮷川洋次 - 陸上競技選手・ヤクルト陸上部所属。
- 宮下隼人 - 陸上競技選手・コニカミノルタ陸上部所属。第96回大会5区区間賞（区間新記録）。
- 木本大地
- 前田義弘
- 清野大雅
- 佐藤真優
- 松山和希
- 石田洸介 - 陸上競技選手。
- 梅崎蓮 ‐ 陸上競技選手・2024年度主将。
- 小林亮太
- 吉田周
- 岸本遼太郎 ‐ 陸上競技選手・在学中。
- 宮崎優 ‐ 陸上競技選手・在学中。
- 松井海斗 ‐ 陸上競技選手・在学中。

### 短距離
- 植木等 - 学生時代には陸上競技部にも所属、関東インカレに出場している。陸上競技部の名誉顧問を務めていた。
- 桐生祥秀 - 日本生命所属。100m日本歴代記録保持者で、2017年に日本人選手として初めて9秒台(9.98秒)を記録した。在学中に2016年リオデジャネイロオリンピック男子400mリレー銀メダル。2020年東京オリンピック男子400mリレー代表。
- ウォルシュ・ジュリアン - 富士通陸上部所属。400mの自己ベスト日本歴代7位。2020年東京オリンピック男子400m代表。
- 宮本大輔 - 山口フィナンシャルグループ所属。100mの現中学記録保持者。
- 鈴木碧斗 - 在学中。2020年東京オリンピック男子1600mリレー代表。

### フィールド競技
- 曽根幹子 - 1976年モントリオールオリンピック女子走高跳日本代表。現広島市立大学准教授。日本陸上競技連盟理事。
- 津波響樹 ‐ 大塚製薬陸上部所属。2020年東京オリンピック走幅跳代表。

## 大学駅伝成績
以下、男子大学三大駅伝の各年度の成績を示す。箱根駅伝の欄で☆は往路優勝、★は復路優勝。
| 年度     | 出雲駅伝        | 全日本大学駅伝 | 箱根駅伝       |
| -------- | --------------- | -------------- | -------------- |
| 2001年度 | 第13回 不出場   | 第33回 不出場  | 第78回 不出場  |
| 2002年度 | 第14回 不出場   | 第34回 5位     | 第79回 6位     |
| 2003年度 | 第15回 8位      | 第35回 9位     | 第80回 6位     |
| 2004年度 | 第16回 12位     | 第36回 不出場  | 第81回 13位    |
| 2005年度 | 第17回 不出場   | 第37回 8位     | 第82回 10位    |
| 2006年度 | 第18回 3位      | 第38回 8位     | 第83回 5位     |
| 2007年度 | 第19回 6位      | 第39回 不出場  | 第84回 10位    |
| 2008年度 | 第20回 5位      | 第40回 4位     | 第85回 優勝 ☆★ |
| 2009年度 | 第21回 3位      | 第41回 2位     | 第86回 優勝 ☆  |
| 2010年度 | 第22回 4位      | 第42回 3位     | 第87回 2位 ☆   |
| 2011年度 | 第23回 優勝     | 第43回 2位     | 第88回 優勝 ☆★ |
| 2012年度 | 第24回 2位      | 第44回 2位     | 第89回 2位     |
| 2013年度 | 第25回 2位      | 第45回 2位     | 第90回 優勝 ☆★ |
| 2014年度 | 第26回 開催中止 | 第46回 4位     | 第91回 3位     |
| 2015年度 | 第27回 4位      | 第47回 優勝    | 第92回 2位     |
| 2016年度 | 第28回 9位      | 第48回 6位     | 第93回 2位     |
| 2017年度 | 第29回 5位      | 第49回 5位     | 第94回 2位 ☆   |
| 2018年度 | 第30回 2位      | 第50回 3位     | 第95回 3位 ☆   |
| 2019年度 | 第31回 3位      | 第51回 5位     | 第96回 10位    |
| 2020年度 | 第32回 開催中止 | 第52回 6位     | 第97回 3位     |
| 2021年度 | 第33回 3位      | 第53回 10位    | 第98回 4位     |
| 2022年度 | 第34回 9位      | 第54回 8位     | 第99回 10位    |
| 2023年度 | 第35回 8位      | 第55回 14位    | 第100回 4位    |

## 関連書籍・DVD
- 『レースの「流れにのる」長距離トレーニング 継続して力をつけるための練習方法』（指導・解説：川嶋伸次、実技：東洋大学陸上競技部、ジャパンライム、2008年10月、DVD）
- 『魂の走り 鉄紺の誇りを胸に』（石井安里(著)、埼玉新聞社、2009/7、ISBN 978-4878893155）
- 『その1秒をけずりだせ』酒井俊幸（著）、ベースボール・マガジン社
- 『怯まず前へ』酒井俊幸（著）、ポプラ社 2019/11/28 ISBN 978-4591160589